# Gabriela Yáñez

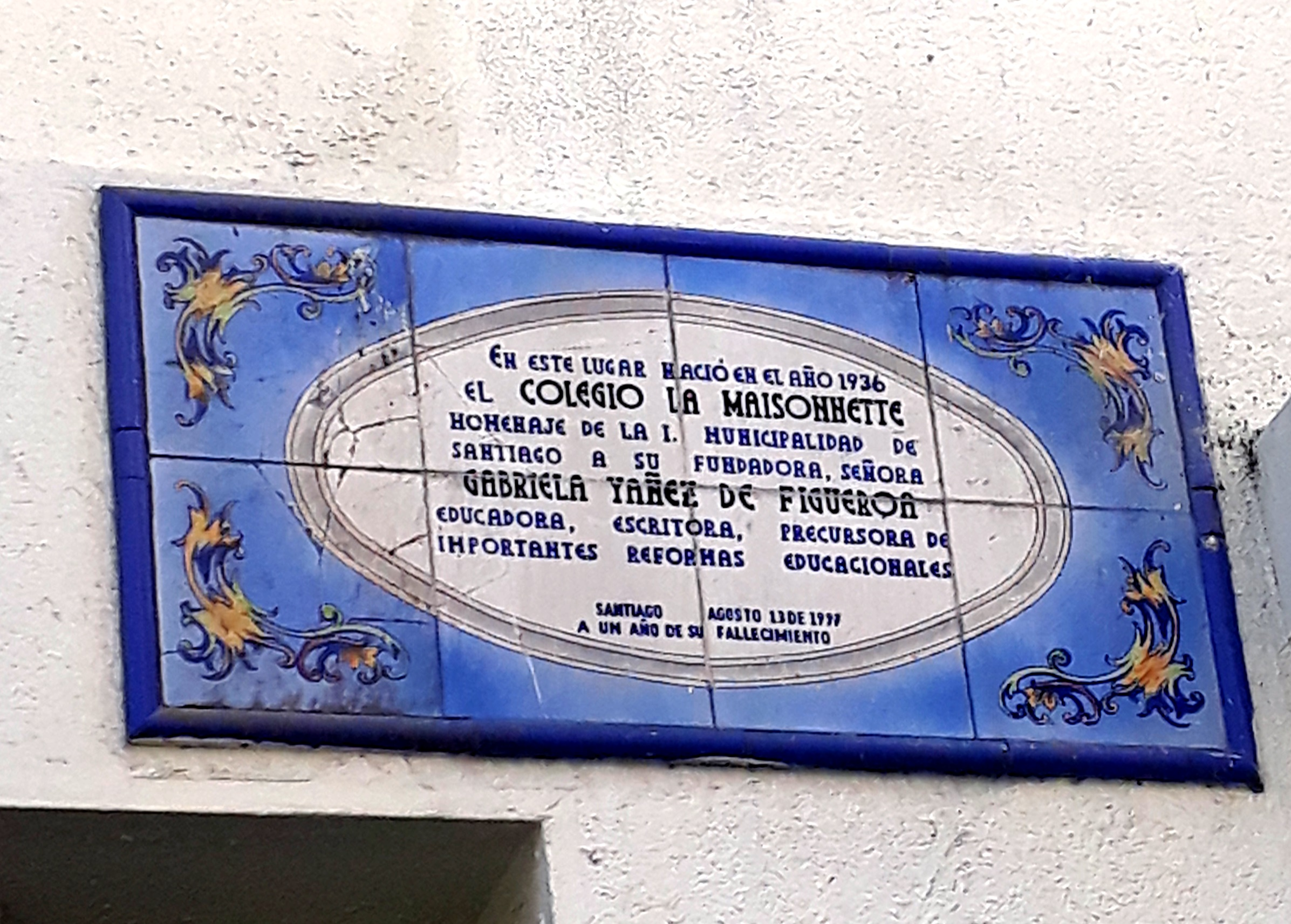
Placa conmemorativa en la primera ubicación del colegio La Maisonnette.

Gabriela Yáñez de Figueroa (Santiago, 17 de mayo de 1904-ibidem, 13 de agosto de 1996)de nacimiento Gabriela Teresa Yáñez Bianchi,fue una escritora y educadora chilena, fundadora del colegio La Maisonnette.

## Biografía
Hija menor de Eliodoro Yáñez y Rosalía Bianchi. Hermana de los escritores Juan Emar y María Flora Yáñez.
Fundó el colegio La Maisonnette el 1 de abril de 1936 en la comuna de Santiago, en la calle Marcoleta 387, con el objetivo central de: "crear un espacio para formar niños que desarrollaran todas las facetas de su personalidad en un ambiente de juego y felicidad." El colegio se enfocó en recibir estudiantes que no eran aceptados en otros establecimientos, como judíos que llegaban escapando de los nazis, exiliados españoles de la guerra o hijos de padres separados o anulados y vueltos a casar. En un primer momento fue un colegio mixto (siendo su primer hijo uno de los primeros alumnos) y posteriormente se convierte en un colegio exclusivamente para mujeres.

### Matrimonio e hijos
Se casó con Jorge Figueroa Anguita y tuvieron tres hijos: Gonzalo (1929), Magdalena (1932) y Juan Pablo (1938). A través, de su hija Magdalena, es la abuela materna del economista y académico Sebastián Edwards Figueroa.

## Obras
- 1961, Niños en soledad.[7][8]

- 1966, Los seres amados se van.[9][10]

- 1993, Miss Rose y yo.[11][12]